# Aecalus
Aecalus is een geslacht van halfvleugeligen uit de familie Machaerotidae. De wetenschappelijke naam van dit geslacht is voor het eerst geldig gepubliceerd in 1963 door Maa.

## Soorten
Het geslacht Aecalus omvat de volgende soorten:
- Aecalus lucidus (Distant, 1916)
- Aecalus pembertoni Maa, 1963